# Матео Стаматов
Матео Марианов Стаматов (роден на 22 март 1999 г.) е български футболист, който играе на поста ляв бек. Състезател на Пари Нижни Новгород.

## Кариера
Роден в Пазарджик, Стаматов се мести, заедно със своето семейство, в Барселона, докато е още невръстно дете. На 7 години започва да тренира в местен отбор, преди да се присъедини към юношите на Еспаньол през 2011 г. Четири години по-късно подписва професионален договор с тима.
На 3 февруари 2019 г. се завръща в България и подписва със Септември (София). Прави своя професионален дебют в мач от Първа лига на 16 март 2019 г. срещу Лудогорец.
През август 2020 г. се присъединява към Левски (София), подписвайки едногодишен договор.
През юни 2021 г. Стаматов напуска софийския тим и подписва с руския Оренбург.